# Moïse Houde
Pour les articles homonymes, voir Houde.
Moïse Houde (aussi orthographié Moyse Houde), né le 11 février 1811 à Rivière-du-Loup et mort le 23 juillet 1885 à Louiseville, est un forestier, juge de paix et homme politique québécois.

## Biographie
Il naît en 1811 d'Augustin Houde et de Marie Duval et est baptisé à la paroisse Saint-Antoine-de-Padoue le 11 février 1811; la présence de la famille dans la région remonte à son grand-père. Il a deux frères, Théophile et Frédéric Houde, et dix demi-frères et demi-sœurs.
Il est forestier et juge de paix. Le 3 juillet 1843, il épouse sa cousine germaine Mathilde Foucher.
Il est à deux reprises préfet du comté de Maskinongé, la première de 1858 à 1864, la deuxième de 1868 à 1874.
Le 20 juin 1863, il devient député du comté de Maskinongé à l'Assemblée législative du Canada. Il adhère alors au Parti rouge. Son mandat se termine le 1er juillet 1867, lors de l'entrée en vigueur de la Constitution du Canada. La même année, il se présente aux Communes et aux élections générales, sans succès. Il est battu aux élections générales par Alexis Desaulniers, qu'il aida à poser sa candidature.
Il est maire de Rivière-du-Loup en 1868. Georges Caron le poursuit pour injures verbales en la présence d'un grand nombre de personnes (il l'avait entre autres traité d'« usurier », de « ver rongeur » et de « sangsue qui suce le sang de nos pauvres canadiens ») et il est condamné à une amende de 300$,.
Il représente ensuite le comté de Maskinongé à l'Assemblée législative du Québec du 20 juin 1871 jusqu'au 22 mars 1878. Précédemment libéral, lors des élections de 1875, il est réélu comme conservateur.
Le député François L. Desaulniers le décrit comme « un tribun fort populaire » dans une note de bas de page. Dans son ouvrage Le comté de Maskinongé, Francis-Joseph Audet recense quelques anecdotes comiques le concernant: il se serait ainsi moqué à plusieurs reprises du patronyme de Joseph Cauchon.
Son neveu Frédéric Houde a été député à la Chambre des communes.
Il est mort le 23 juillet 1885.